# پرنده‌پوزگان
پرنده‌پوزگان (نام علمی: Averostra) نام یک کلاد از نوددپایان است که حدود ۲۰۱ میلیون سال به وجود آمد و شامل دو تبار شاخ‌خزنده‌سانان و سخت‌دنبان می‌شود. پرنده‌پوزگان شامل تمام انواع دایناسورهای گوشت‌خواری می‌شود که از ژوراسیک میانه تا دوران اخیر به وجود آمده‌اند. نخستین پرنده‌پوزگان گوشت‌خوار بودند و بیشتر گونه‌های بعدی نیز همین گونه بوده‌اند. با این حال چند خانواده از آن‌ها طی فرگشت خود روش تغذیه خود را عوض کرده و همه‌چیزخوار و گیاه‌خوار شدند. پرندگان که امروزه پرتنوع‌ترین مهره‌داران چهاراندامی‌ هستند گروهی از سخت‌دنبان بودند که حدود ۱۵۰ میلیون سال پیش به وجود آمدند.